# Dunăre-Oltenița
Dunăre-Oltenița este o zonă protejată (arie de protecție specială avifaunistică - SPA) situată în Câmpia Bărăganului, pe teritoriile administrative ale județelor Călărași și Giurgiu.

## Localizare
Aria naturală se află în extremitatea sud-vestică a județului Călărași  și cea sud-estică a județului Giurgiu (în sudul Câmpiei Bărăganului pe malul stâng al Dunării), în partea vestică a orașului Oltenița, aproape de drumul național DN41, care leagă municipiul Giurgiu de Oltenița.

## Descriere
Zona a fost declarată Arie de Protecție Specială Avifaunistică prin Hotărârea  de Guvern nr. 1284 din 24 octombrie 2007 (privind declararea ariilor de protecție specială avifaunistică ca parte integrantă a rețelei ecologice europene Natura 2000 în România) și se întinde pe o suprafață de 6.022 hectare.
Aria protejată (încadrată în bioregiune geografică continentală) reprezintă o zonă naturală (râuri, lacuri, pășuni, stepe, terenuri arabile cultivate, pajiști naturale, păduri de foioase) ce asigură condiții de hrană, cuibărit și viețuire pentru mai multe specii de păsări migratoare, de pasaj sau sedentare (unele protejate prin lege).

## Avifaună

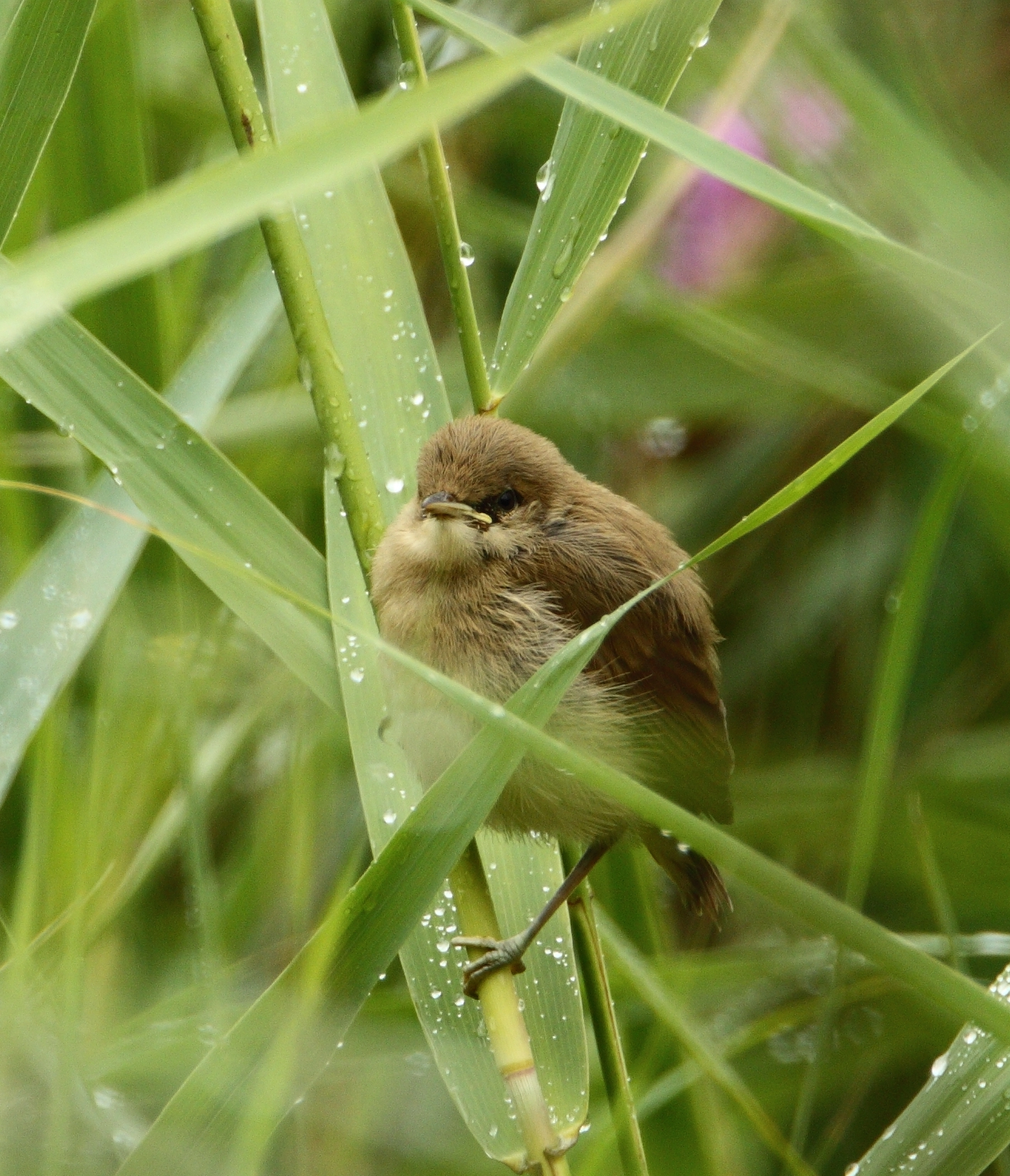
Lăcar-de-lac (Acrocephalus scirpaceus)

În arealul sitului este semnalată prezența mai multor păsări cu specii de: lăcar-de-mlaștină (Acrocephalus palustris), lăcar-de-lac (Acrocephalus scirpaceus), uliu-păsărar (Accipiter nisus), lăcarul mare (Acrocephalus arundinaceus), rață fluierătoare (Anas penelope), rață mare (Anas platyrhynchos), rață pestriță (Anas strepera), ciocârlie-de-câmp (Alauda arvensis), rață sulițar (Anas acuta), rață pestriță (Anas strepera), rață cârâitoare (Anas querquedula), stârc cenușiu (Ardea cinerea), rață-cu-cap-castaniu (Aythya ferina), rața moțată (Aythya fuligula), rață roșie (Aythya nyroca), buhai de baltă (Botaurus stellaris), barză neagră (Ciconia nigra), 
barză albă (Ciconia ciconia), fugaci de țărm (Calidris alpina), prundaș nisipar (Calidris alba), chirighiță neagră (Chlidonias niger), chirighiță-cu-obraz-alb (Chlidonias hybridus), lebădă de vară (Cygnus olor), lăstun de casă (Delichon urbicum), egretă mică (Egretta garzetta), egretă albă (Egretta alba), măcăleandru (Erithacus rubecula), piciorong (Himantopus himantopus), cinteză (Fringilla coelebs), grelușel-de-zăvoi (Locustella luscinioides), prigoare (Merops apiaster), codobatura albă (Motacilla alba), codobatura galbenă (Motacilla flava), stârc de noapte (Nycticorax nycticorax), cormoran mic (Phalacrocorax pygmaeus),  pelican creț (Pelecanus crispus), lopătar (Platalea leucorodia), corcodel-mare (Podiceps cristatus), cristel-pestriț (Porzana porzana), țigănuș (Plegadis falcinellus), chiră de baltă (Sterna hirundo), chiră mică (Sterna albifrons), mărăcinar (Saxicola rubetra), călifar alb (Tadorna tadorna), fluierarul cu picioare roșii (Tringa totanus), fluierar de mlaștină (Tringa glareola), corcodel mic (Tachybaptus ruficollis), sturz-cântător (Turdus philomelos) sau pupăză (Upupa epops).

## Căi de acces
- Drumul național DN41 pe ruta: Giurgiu - Daia - Băneasa - Pietrele - Prundu - Greaca - Chirnogi - Oltenița

## Atracții turistice
În vecinătatea sitului se află mai multe obiective de interes turistic (lăcașuri de cult, monumente istorice, situri arheologice, zone naturale); astfel:
- Biserica "Sf. Nicolae" din Oltenița, construcție 1856, monument istoric
- Muzeul de Arheologie din Oltenița, construcție 1925, monument istoric
- Situl arheologic "Grădiștea Călărași"  (sec. IV-I a. Chr. )
- Siturilel arheologice "Rudari", "Șuvița lui Vulpe", "Cariera de lut" și "Șuvița Hotarului" de la Chirnogi (sec. III-I a. Chr. Latène)
- Lunca Dunării